# Rule of Rose
Rule of Rose ist ein Survival-Horror-Computerspiel, das 2006 für die PlayStation 2 veröffentlicht wurde. In Europa löste das Spiel eine Kontroverse über Gewalt in Computerspielen aus.

## Handlung
Rule of Rose spielt im England der 1930er-Jahre. Der Spieler übernimmt dabei die Rolle der – dem Aussehen nach scheinbar – 19-jährigen Jennifer, die auf einer Busfahrt durch den Wald nahe dem Waisenhaus „Rose Garden“ plötzlich von den Schatten ihrer Vergangenheit heimgesucht wird. In jungen Jahren starben ihre Eltern bei einem Zeppelinabsturz, den nur sie überlebte.
Die Handlung ist als äußerst kunstvoll gestalteter und theatralisch dargestellter Psycho-Thriller umgesetzt. Der Spielinhalt erscheint recht bizarr und teils verstörend, basiert allerdings nicht immer auf tatsächlichen Erlebnissen und Begebenheiten der dargestellten Welt, sondern vielmehr auf teils verzerrten Kindheitserinnerungen der Protagonistin. Die Geschichte ist als eine Art Nacherzählung gestaltet, aus der Sicht Jennifers. Die einzelnen Geschichten, die dem Spieler vermittelt werden, beginnen im Waisenhaus, welches einen wichtigen Teil von Jennifers früher Kindheit darstellt. Das Szenario weitet sich dann auf ein Luftschiff (Zeppelin) aus, welches jedoch – wie vieles andere – nur in den Augen Jennifers real ist. Jennifer selbst (die Spielfigur) wird hier stets als junge Frau dargestellt. Erst zum Schluss wird klar, dass sie die ganze Zeit über eigentlich ein Kind in etwa dem gleichen Alter der anderen Kinder war – sich selbst aber in dieser Zeit als die erwachsene, vernünftige Frau gesehen hat, die man spielt.
Der Geschichtsverlauf an sich gleicht mehr einem sehr makaber dargestellten Drama als einem Horror Game. Zwar gibt es bizarre Gegenspieler in Form von deformierten, unwirklichen Kinderwesen (Imps), jedoch haben diese in der dargestellten Form nie wirklich existiert.
Rule of Rose beschäftigt sich hinter der düsteren Fassade hauptsächlich mit kinder-, jugend- und sozialpsychologischen Hintergründen und Fragen.
Die meiste Zeit über wird der Spieler über die Hintergründe der Situationen kaum aufgeklärt.
Erst am Ende – im Epilog – kann man im Waisenhaus verschiedene Hinweise zusammensuchen, die ein wenig Licht in die abgelaufene Handlung bringen und außerdem viel Platz für Spekulationen und Theorien geben. So gibt es beispielsweise Indizien für mindestens einen Mord im Waisenhaus und weitere außerhalb, mögliche sexuelle Annäherungen, Mobbing und Entführungen.
Die einzigen tatsächlich erwachsenen Personen der Geschichte sind der Heimleiter, die Putzfrau und 'Stray Dog', ein nicht zurechnungsfähiger Mann aus der Nachbarschaft.

## Kontroverse
Franco Frattini, europäischer Kommissar für Justiz, Freiheit und Sicherheit sowie ehemaliger italienischer Außenminister, gab an, dass er von der „obszönen Grausamkeit und Brutalität“ (obscene cruelty and brutality) des Spiels geschockt sei. Diese Äußerungen und die darauffolgende Berichterstattung in den Medien, wie beispielsweise den britischen Zeitungen The Times und Daily Mail, veranlasste den Publisher von einer Veröffentlichung in Großbritannien und weiteren europäischen Staaten abzusehen. Im März 2007 forderte das Europäische Parlament mit einem Entschließungsantrag ein europaweites Verbot des Spiels. Nach Auffassung der Antragsteller werden im Spiel „Kinder im Zusammenhang mit perversen, gewalttätigen und sadistischen Bildern, die die Menschenwürde verletzen, dargestellt“. Da Rule of Rose nur „das letzte einer Reihe“ von Spielen sei, „deren einziges Ziel es ist, zu Gewalt aufzuhetzen und den Schwächsten zu schikanieren und zu misshandeln“, wird zusätzlich die Einrichtung einer Europäischen Beobachtungsstelle für Computerspiele im Antrag gefordert. Die Braunschweiger Zeitung berichtete am 24. August 2007 über Rule of Rose und dessen Gewaltdiskussion.
Obwohl Sony das Spiel in Japan vermarktete, weigerte sich das Unternehmen Rule of Rose in den USA zu veröffentlichen. Sony-Mitarbeiter Yuya Takayama beschrieb in einem Interview mit Gamasutra.com, dass das Spiel nicht mit Sonys Image in den Vereinigten Staaten zu vereinbaren gewesen sei. Weiter äußerte sich Shuji Ishikawa von Punchline, dass das angesprochene Spielthema, der Sexualität vorpubertierender Mädchen („sexuality of prepubescent girls“) nicht das Hauptmotiv sei, sondern Vertrauen und Treue („The main theme is really about trust and fealty.“) Atlus vermarktete daraufhin das Spiel in den USA.
505 Gamestreet stoppte im November 2006 ebenfalls die geplante Vermarktung des Spiels in Australien und Neuseeland, nachdem unter anderem im australischen Frühstücksfernsehen über ein Verbot debattiert wurde.

## Kritik
Die Fachpresse und Websites für Computerspiele bewerteten das Spiel eher verhalten. So berechnete die Website Metacritic.com aus 44 Wertungen einen Metascore von 59. Das britische Magazin Edge sah in dem Spiel „just a murky brew of meaningless, exploitative dysfunction filling an empty game, and it leaves a bitter taste.“(etwa: nur ein trübes Gebräu aus einer bedeutungslosen, ausbeuterischen Fehlfunktion, die ein leeres Spiel füllt, das einen bitteren Nachgeschmack lässt.) Die Website AceGamez hingegen schrieb: „a wonderful psychological thriller that will draw you in with its bizarrely compelling narrative, atmospheric presentation“. (etwa: ein großartiger Psychothriller, der dich mit seiner bizarr-fesselnden erzählerischen und atmosphärischen Darstellung nicht mehr loslässt).
Das Gros der Kritiken beinhaltet jedoch mittelmäßige Wertungen, die das Spiel als nicht besonders gruselig beschreiben (die britischen Zeitschriften Play UK und Games Master UK), die Spielmechanik bemängeln, jedoch die Horror-Effekte loben (Game Informer (USA) und Official Playstation 2 Magazine UK (GB)), bis hin zu Redakteuren, die das Spiel als langweilig beschreiben (die US-amerikanischen Magazine PSM Magazine und Electronic Gaming Monthly).
Im Test der Website neXGam.de ist der Hauptkritikpunkt eine „vermurkste Steuerung“, die fast unmöglich wird, wenn es zu einem Gefecht mit mehreren Gegnern kommt (in vielen Fällen trifft die Spielfigur auf bis zu 12 Gegner gleichzeitig). Das Kampfsystem wird als zäh beschrieben. Die Gegner seien eher das geringere Problem, da diese wie Statisten agierten. Positiv fiel dem Magazin und Tester ein „grandioser Soundtrack“ und die „sehr gut in Szene gesetzten Cutscenes“ auf. Außerdem sah der Redakteur eine „dichte und verstörende Atmosphäre“.

## Jugendfreigabe
Das Spiel wurde in Frankreich und Italien mit der PEGI-Einstufung „ab 16 Jahren“ veröffentlicht. In diesen Versionen ist eine deutsche Sprachausgabe (Englisch mit deutschen Untertiteln) vorhanden. Die USK sah das Spiel als nicht geeignet für Personen unter 18 Jahren.